# District de Gönc
Le district de Gönc (en hongrois : Gönci járás) est un des 16 districts du comitat de Borsod-Abaúj-Zemplén en Hongrie. Créé en 2013, il compte 18 899 habitants et rassemble 32 localités : 30 communes et 2 villes dont Gönc, son chef-lieu.

## Localités
- Abaújalpár
- Abaújkér
- Abaújszántó
- Abaújvár
- Arka
- Baskó
- Boldogkőújfalu
- Boldogkőváralja
- Felsődobsza
- Fony
- Gibárt
- Golop
- Gönc
- Göncruszka
- Hejce
- Hernádbűd
- Hernádcéce
- Hernádszurdok
- Hidasnémeti
- Kéked
- Korlát
- Mogyoróska
- Pányok
- Pere
- Regéc
- Sima
- Tállya
- Telkibánya
- Tornyosnémeti
- Vilmány
- Vizsoly
- Zsujta